# Firestorm / Colours of Your Love
Firestorm / Colours of Your Love – singel Conchity Wurst, wydany 7 sierpnia 2015 roku nakładem wytwórni fonograficznej Sony Music Entertainment. Wydawnictwo stanowi pierwszy podwójny singel w karierze drag queen oraz czwarty singel promujący album Conchita.

## Listy utworów i formaty singla
Digital download
1. „Firestorm”  – 3:41
2. „Colours of Your Love”  – 3:36

## Pozycje na listach
| Lista przebojów             | Pozycja |
| --------------------------- | ------- |
| Austria (Ö3 Austria Top 40) | 45      |